# Ulianinia westbladi
Ulianinia westbladi is een platworm (Platyhelminthes). De worm is tweeslachtig. De soort leeft in het zoute water.
Het geslacht Ulianinia, waarin de platworm wordt geplaatst, wordt tot de familie Ulianiniidae gerekend. De wetenschappelijke naam van de soort werd voor het eerst geldig gepubliceerd in 1963 door Karling.